# Repojärvi (sjö i Kuhmo, Kajanaland)
Repojärvi är en sjö i kommunen Kuhmo i landskapet Kajanaland i Finland. Den är 25 meter djup. Arean är 50 hektar och strandlinjen är 3,96 kilometer lång. Sjön  ingår i Uleälvens huvudavrinningsområde.   Den ligger omkring 100 kilometer öster om Kajana och omkring 500 kilometer nordöst om Helsingfors. 